# Microcharon sisyphus
Microcharon sisyphus is een pissebed uit de familie Lepidocharontidae. De wetenschappelijke naam van de soort is voor het eerst geldig gepubliceerd in 1954 door Chappuis & Delamare.